# Ideologías punk

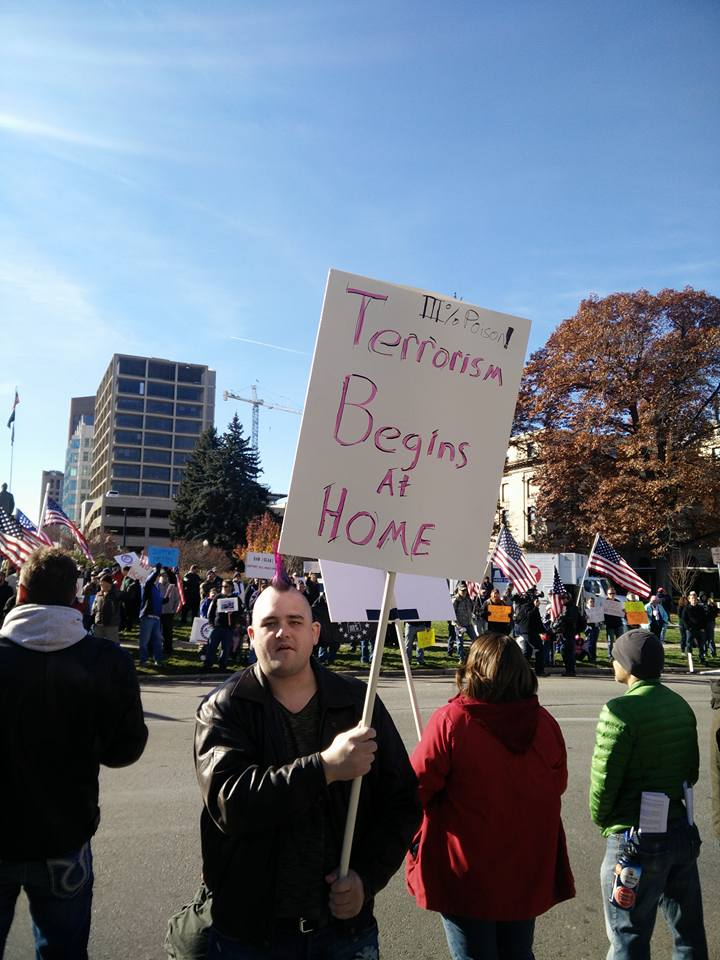
Una contraprotesta punk frente una manifestación de ACT! for America contra la política de refugiados en Boise, Idaho, en noviembre de 2015.

Las ideologías punk son un grupo de creencias sociales y políticas variadas asociadas con el movimiento punk y el punk rock. En su encarnación original, la subcultura punk se originó a partir de la angustia de la clase obrera y de las frustraciones que muchos jóvenes sentían respecto a la desigualdad económica, la hipocresía burguesa y el abandono de los trabajadores y de sus dificultades. Se refería principalmente a conceptos tales como el apoyo mutuo, el igualitarismo, el humanitarismo, la descolonización; las posturas en contra de venderse a uno mismo, el autoritarismo, el consumismo, el corporativismo, la guerra, el conservadurismo, la globalización, la gentrificación, el racismo y el sexismo; y las posturas a favor de la igualdad de género, la igualdad racial, los derechos sanitarios, los derechos civiles, los derechos de los animales, los derechos de las personas con discapacidad, el pensamiento libre y la disconformidad. Uno de sus principios fundamentales era el rechazo a la cultura dominante de masas corporativa y a sus valores. Su ideología continuó evolucionando a medida que el movimiento se extendía por América del Norte, desde sus orígenes en Inglaterra y Nueva York, y adoptaba una serie de sistemas de creencias antiracistas y antisexistas. 
Las ideologías punk suelen expresarse a través de la música y las letras punk rock, la literatura punk, tales como fanzines de aficionados, las actuaciones o grabaciones de narración oral, la moda punk o el arte visual punk. Algunos punks han participado en acciones directas, tales como protestas o disturbios en manifestaciones, violencia política, ecotaje, barricadas callejeras, ocupación, radio pirata, energía no conectada a la red, grafitis, vandalismo y destrucción de bienes públicos y empresariales. Acción indirecta a través de contrapropaganda, protestas o boicots. Apoyan y ocupan viviendas colectivas urbanas y rurales con fondos comunes. La moda punk fue originalmente una expresión de disconformidad, así como una oposición tanto a la cultura convencional como al statu quo. La moda punk a menudo muestra hostilidad, rebelión e individualismo. Algunos punks llevan accesorios, ropa o tatuajes que expresan mensajes sociopolíticos. Llevan a cabo colectas de alimentos en festivales punk rock, como la «Unity for Freedom» (en español, «Unidad por la libertad») del grupo D.O.A. El arte visual punk también suele incluir mensajes políticos. Muchos punks llevan ropa de segunda mano, en parte como una declaración anticonsumista.
Una actitud común en la subcultura punk es la oposición a «venderse», que se refiere al abandono de los valores propios y/o el cambio en el estilo musical hacia el pop (por ejemplo, el electropop), y la aceptación de cualquier cosa en la cultura capitalista dominante o del rock más apto para la radio (por ejemplo, el pop rock) a cambio de riqueza, estatus o poder. La idea de «venderse» también se refiere a la adopción de un estilo de vida y una ideología más convencionales. El tema de la autenticidad es importante en la subcultura punk. El término peyorativo poser se aplica a aquellos que tratan de asociarse con el punk y adoptar sus atributos estilísticos, pero se considera que no comparten ni comprenden los valores fundamentales o la filosofía subyacentes.
Debido a que las actitudes antisistema son una parte muy importante de la subcultura punk, se ha desarrollado una red de sellos discográficos, recintos y distribuidores independientes. Algunas bandas de punk han optado por romper con este sistema independiente y trabajar dentro del sistema establecido de sellos importantes. La idea del «hágalo usted mismo» (DIY, por sus siglas en inglés) es común en la escena punk, especialmente en términos de grabación musical, distribución, promoción de conciertos, y creación de revistas, pósteres y folletos. La expresión DIY fue acuñada por comentaristas a posteriori.

## Ideologías y filosofías específicas
A continuación, se incluyen algunas de las ideologías y filosofías más comunes dentro de la subcultura punk (en orden alfabético).

### Anarquismo

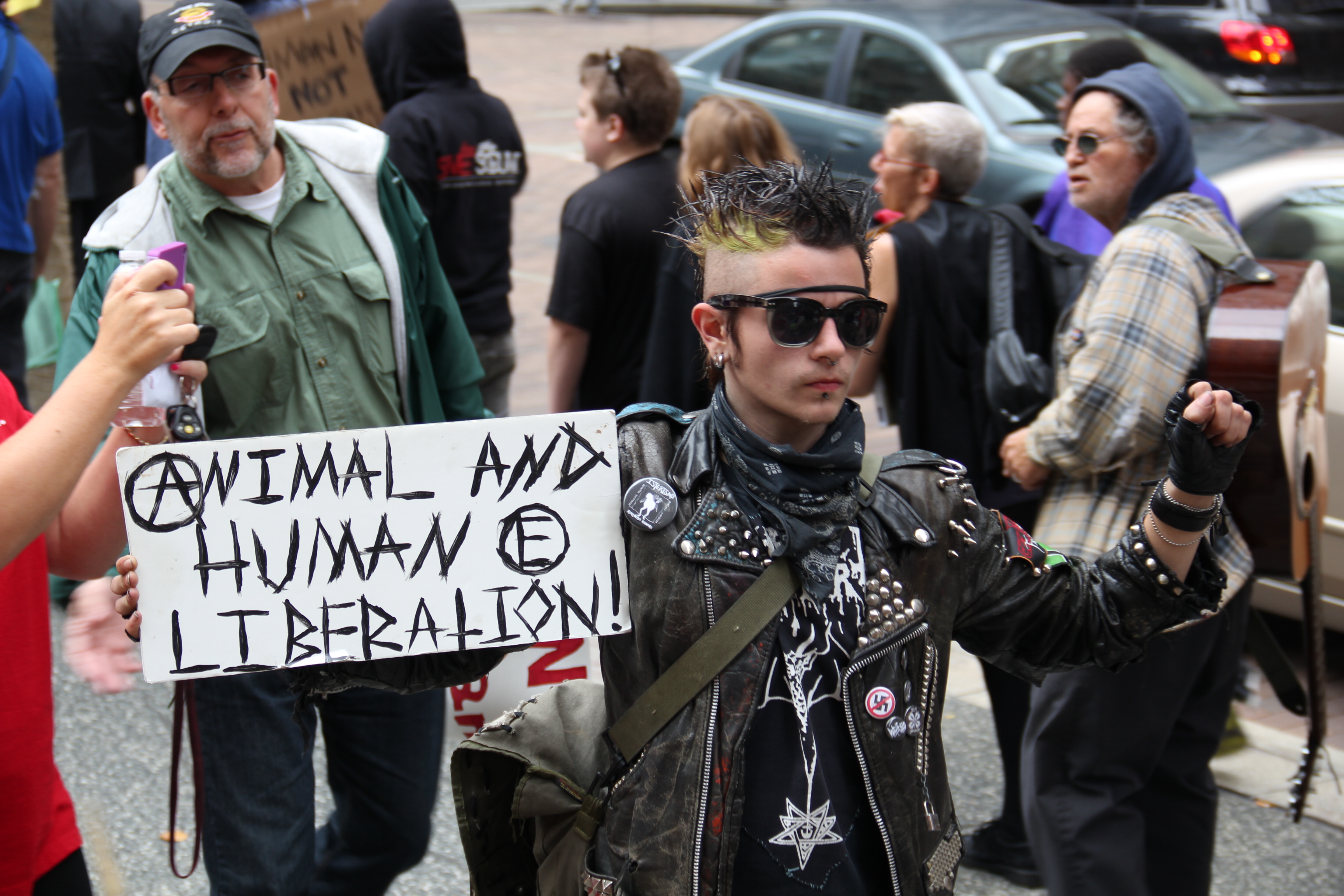
Un manifestante punk lleva un cartel con el icono anarquista.

Existe una compleja cultura alternativa y mundial de punks comprometidos con el anarquismo como ideología política seria, a veces llamados «punks de la paz» o «anarcopunks». Mientras que algunos conocidos grupos de punk, como los Sex Pistols y The Exploited, tenían canciones sobre la anarquía, como Anarchy in the UK de los Pistols, no abrazaron el anarquismo como ideología disciplinada. Por esto, estas bandas no son consideradas como parte de la escena anarcopunk.
Los anarcopunks normalmente creen en la acción directa. Muchos anarcopunks son pacifistas (por ejemplo, Crass y Discharge) y, por tanto, creen en el uso de medios no violentos para lograr sus objetivos. Estos medios incluyen las protestas pacíficas, la ocupación, el grafiti legal, el bloqueo cultural, el ecotaje, el friganismo, el boicot, la desobediencia civil, el ciberactivismo y la contrapublicidad. Algunos anarcopunks creen que la violencia o el daño a la propiedad es una manera aceptable de lograr el cambio social (por ejemplo, Conflict). Esto se manifiesta en forma de disturbios, grafitis ilegales, vandalismo, corte de cableado, sabotaje de la caza, participación en actividades al estilo de guerra de clases, armas blancas y, en casos extremos, bombardeos. Entre los artistas anarquistas destacados de punk se encuentran Aus-Rotten, Dave Insugrent, Crass, Subhumans (banda británica), Colin Jerwood y Dave Dictor.

### Apoliticismo
Algunos punks afirman ser partidarios del apoliticismo, como la banda Charged GBH y el cantante GG Allin, aunque en sus letras aparecen algunas ideas sociopolíticas. Algunas canciones de Charged GBH tratan temas sociales, y unas cuantas expresan ideas antibelicistas. GG Allin expresó un vago deseo de matar al presidente de Estados Unidos y destruir el sistema político en su canción Violence Now. Los subgéneros del punk que son generalmente apolíticos son: glam punk, psychobilly, horror punk, punk pathetique, deathrock y pop punk. Muchas de las bandas a las que se les atribuye el inicio del movimiento punk eran decididamente apolíticas, incluidas The Dictators, Ramones (que incluía al firme conservador Johnny Ramone junto al activista liberal Joey Ramone), New York Dolls, Television, Johnny Thunders & The Heartbreakers, y Richard Hell & The Voidoids.

### Conservadurismo
Un pequeño número son conservadores, y rechazan el anarquismo izquierdista, el liberalismo, el comunismo y el socialismo a favor del conservadurismo. Como punks conservadores cabe destacar a Johnny Ramone, Dee Dee Ramone, Forgotten Rebels, Billy Zoom, Joe Escalante, Bobby Steele, Duane Peters y Dave Smalley. Algunas bandas de punk cristiano y de punk duro tienen posturas políticas conservadoras, en particular algunas de las bandas hardcore de Nueva York (NYHC, por sus siglas en inglés). Y Glenn Danzig.

### Cristianismo
El punk cristiano es un subgénero del punk rock con cierto grado de contenido lírico cristiano. Algunas bandas de punk cristiano están asociadas con la industria musical cristiana, mientras que otras rechazan dicha asociación. Las ideologías dentro del punk cristiano varían, aunque una serie de bandas se inclinan hacia la política tradicional de izquierdas, entre las que destacan Crashdog, Ballydowse y The Psalters, de las cuales las dos últimas se identificaron como anarquistas cristianos. Otros ejemplos de bandas destacadas de punk cristiano son Altar Boys, The Crucified, Five Iron Frenzy, Flatfoot 56, y la banda de pop punk MxPx, que obtuvo un disco de oro en 1998.

### Derechos de los animales y veganismo
En la década de 1980, tanto el punk duro straight edge de Estados Unidos como el anarcopunk de Reino Unido se asociaron con los derechos de los animales. En consecuencia, el vegetarianismo y el veganismo se convirtieron en una característica de la subcultura punk. Esta asociación continúa en el siglo XXI, tal como lo demuestra la importancia de los eventos punk veganos, como el festival Fluff Fest en Europa.

### Feminismo
Riot grrrl es un movimiento punk feminista underground que comenzó a principios de la década de 1990 en Estados Unidos, en Olimpia, Washington, y el noroeste del Pacífico. Riot grrrl es un movimiento subcultural que combina feminismo, música punk y política. A menudo se asocia con el feminismo de la tercera ola, que a veces se considera que surgió del movimiento riot grrrl, y recientemente se ha visto en la música punk feminista actual de la cuarta ola.
Las bandas riot grrrl suelen abordar temas como la violación, la violencia doméstica, la sexualidad, el racismo, el patriarcado, el clasismo, el anarquismo y el empoderamiento femenino. Entre las bandas primarias asociadas al movimiento se encuentran Bikini Kill, Bratmobile, Heavens to Betsy, Excuse 17, Huggy Bear, Skinned Teen, Emily's Sassy Lime y Sleater-Kinney, así como grupos queercore, como Team Dresch y The Third Sex.

### Hare Krishna
La banda punk filipina The Wuds, formada a principios de la década de 1980, es el primer grupo punk conocido que compuso canciones dedicadas al movimiento Hare Krishna. En la década de 1990, algunos de los miembros destacados de la escena hardcore de Nueva York, como Ray Cappo (Youth of Today, Shelter y otras bandas), John Joseph (Cro-Mags) y Harley Flanagan (Cro-Mags) se adhirieron al movimiento Hare Krishna. Esto dio lugar a una tendencia dentro de la escena hardcore occidental, que se conoció como Krishnacore.

### Islam
Taqwacore es un subgénero punk centrado en el Islam, su cultura y su interpretación. La escena Taqwacore está compuesta principalmente por jóvenes artistas musulmanes que viven en Estados Unidos y otros países occidentales, muchos de los cuales rechazan abiertamente las interpretaciones tradicionalistas del Islam. No hay un sonido Taqwacore definitivo, y algunas bandas incorporan estilos como el hip hop, el tecno y/o tradiciones musicales del mundo musulmán. Algunas de las bandas de punk musulmanas son Alien Kulture, The Kominas y Secret Trial Five.

### Liberalismo
Los punks liberales estaban en la subcultura punk desde el principio, y son principalmente de la izquierda progresista. Entre los punks liberales más destacados (segunda ola, de mediados de la década de 1990 a la década de 2000) se encuentran: Fat Mike de NOFX, Ted Leo, Billie Joe Armstrong de Green Day, Crashdog, Dropkick Murphys, Hoxton Tom McCourt, Jared Gomes de Hed PE, Tim Armstrong de Rancid y Tim McIlrath de Rise Against. Algunos punks participaron en el movimiento «Rock Against Bush» a mediados de la década de 2000, en apoyo al candidato demócrata John Kerry.

### Libertarismo
Los punks libertarios (o libertarios de derecha) defienden el capitalismo de libre mercado, las minarquías y la propiedad privada. Joe Young, de la banda Antiseen, Exene Cervenka, Krist Novoselic, miembro fundador de Nirvana, y Mojo Nixon han expresado su apoyo al libertarismo. Aunque originalmente era conservador, Michale Graves se ha inclinado hacia el libertarismo en los últimos años.

### Neonazismo
Los punks nazis se adhieren a la ideología del nacionalismo blanco, que está estrechamente relacionada con la de los White power skinhead. A Ian Stuart Donaldson y a su banda Skrewdriver se les atribuye la popularización del rock del poder blanco y el hatecore (por sus temas líricos llenos de odio), o el Rock Against Communism. Los punks nazis son diferentes de los primeros punks, tales como Sid Vicious y Siouxsie Sioux, de quienes se cree que incorporaron imágenes nazis, tales como esvásticas, por su valor chocante o cómico.

### Nihilismo
Centrado en la creencia en la abyecta falta de sentido y valor de la vida, el nihilismo era un elemento fijo en cierto punk rock y protopunk de los inicios. Los Sex Pistols fueron fundamentales en la asociación del punk y el nihilismo, y la guía Trouser Press escribió que su  «imagen pública de confrontación y nihilismo y sus letras sociopolíticas rabiosamente nihilistas marcan el tono que sigue guiando a las bandas punk.» Sin embargo, el investigador Neil Eriksen sostiene que aunque «gran parte del realismo crítico [del punk rock] expresa cinismo y nihilismo, ello sirve para cuestionar las relaciones existentes de tal manera que los oyentes se ven obligados a pensar en lo que se está diciendo», de modo que el rechazo manifiesto al significado tiene que ver principalmente con el desafío hacia los valores existentes.

### Situacionismo
La Internacional Situacionista (SI, por sus siglas en inglés) fue una influencia temprana sobre la subcultura punk en Reino Unido. Iniciado en Europa continental en la década de 1950, la SI fue un movimiento político vanguardista que buscaba recuperar los ideales del arte surrealista y usarlos para construir situaciones sociales nuevas y radicales. Malcolm McLaren introdujo ideas situacionistas en el punk a través de su gestión de la banda Sex Pistols. Vivienne Westwood, socia de McLaren y diseñadora y estilista del grupo, expresó ideales situacionistas a través de la moda que pretendían provocar una respuesta social específica. 15% Pus y DUST, bandas subversivas de Manchester de la década de 1990, organizaron caminatas psicogeográficas alrededor de Hulme y crearon collages humanos a partir de señales de tráfico como parte de lo que se conoció como «psicoespectro». La obra de arte distintiva de la portada del álbum de Jamie Reid era abiertamente situacionista.
Bandas que ejemplifican dicha vertiente incluyen a: The Nation of Ulysses, Refused, The (International) Noise Conspiracy, Swing Kids, Orchid; además de actos latinoamericanos más recientes como Conspiración Autista o Contra Todos Mis Miedos.

### Socialismo
The Clash fue una banda de punk rock descaradamente política, que introdujo el socialismo en la escena punk. El líder de The Clash, Joe Strummer, dijo acerca de sus puntos de vista socialistas: «Creo en el socialismo porque parece más humanitario, más que cada hombre para sí mismo y 'estoy bien, Jack' y todos esos empresarios gilipollas llenos de pasta. Tomé la decisión de ver la sociedad desde ese ángulo. De ahí es de donde soy y de donde he tomado mis decisiones. Por eso creo en el socialismo.» Algunas de las bandas originales de Oi! expresaron una forma brusca de populismo socialista de la clase obrera, a menudo mezclada con patriotismo. Muchas bandas Oi! cantaron acerca del desempleo, la desigualdad económica, el poder de la clase obrera y el acoso policial. En la década de 1980, varios músicos destacados del punk socialista británico se involucraron en el colectivo Red Wedge. Entre los punks socialistas se incluyen: Attila the Stockbroker, Billy Bragg, Bruce LaBruce, Garry Bushell (hasta finales de la década de 1980), Chris Dean, Gary Floyd, Jack Grisham, Stewart Home, Dennis Lyxzén, Thomas Mensforth, Fermin Muguruza, Albert Pla, Tom Robinson, Seething Wells, Paul Simmonds, Rob Tyner, Joe Strummer, Ian Svenonius, Mark Steel y Paul Weller (guitarrista de la potente banda británica de new wave, The Jam). Neil Eriksen escribió en 1980: «...sentimos que los elementos del punk rock cumplen una función cultural revolucionaria».

### Straight edge
El straight edge se originó en la escena punk hardcore de Washington D. C., con la canción de Minor Threat Straight Edge, escrita por el líder Ian MacKaye y el guitarrista Brian Baker. El straight edge implica abstenerse de consumir alcohol, tabaco y drogas recreativas. Algunos de los que se adjudican el título de straight edge también se abstienen de la cafeína, el sexo casual y la carne. Los individuos más estrictos se pueden considerar como parte de la línea dura de la subcultura. A diferencia del rechazo de la carne y la cafeína, la abstención del sexo casual era sin duda una práctica en el estilo de vida original del straight edge, pero se ha pasado por alto en muchas de las reencarnaciones posteriores del straight edge. Para algunos, el straight edge es una simple preferencia de estilo de vida, pero para otros es una postura política. En muchos casos, es un rechazo a las cualidades autodestructivas percibidas de la cultura punk y hardcore. MacKaye a menudo se ha pronunciado en contra de que otros se etiqueten a sí mismos como straight edge, que nunca tuvo la intención de ser una etiqueta pero que se convirtió en un movimiento con el cual se sintió molesto. Destacados straight edgers: Tim McIlrath, CM Punk y Davey Havok.

## Crítica a las ideologías punk
Las ideologías punk han sido criticadas desde fuera y desde dentro. The Clash ocasionalmente acusó a otros actos punk contemporáneos de venderse, como en sus canciones (White Man) In Hammersmith Palais y Death or Glory. La canción de Crass White Punks on Hope critica la escena punk británica de finales de los años 70 en general y, entre otras cosas, acusa a Joe Strummer de venderse y de traicionar sus principios previos. Su canción Punk is Dead ataca la cooptación corporativa de la subcultura punk. El líder de Dead Kennedys, Jello Biafra, escribió muchas canciones, como Nazi Punks Fuck Off, en las que criticaba aspectos de la subcultura punk: «El punk no es un culto religioso. Punk significa pensar por ti mismo. No eres hardcore por llevar el pelo pincho...»
El líder de Misfits, Michale Graves, cofundador del sitio web Conservative Punk, argumentó que los punks se habían convertido en «jipis con cresta».
La organización maoísta inglesa, la Asociación Cultural Progresista publicó una pista llamada Punk Rock Is Fascist, que dice que el punk rock es parte de un complot reaccionario para difundir el fascismo al desviar la energía juvenil lejos de las actividades revolucionarias. También afirman que el punk actúa como parte de la estratagema de «divide y vencerás» del imperialismo estadounidense, creando una brecha generacional y enfrentando a los jóvenes unos contra otros. Uno de sus fundadores, el compositor clásico Cornelius Cardew, llamó al grupo The Clash «reaccionario».
En su libro Rebelarse vende, Joseph Heath y Andrew Potter sostienen que la política de la contracultura ha fracasado y que la comprensión punk de la sociedad es defectuosa. También argumentan que los estilos de vida alternativos y convencionales tienen, en última instancia, los mismos valores.